# Numerus Exploratorum Seiopensium
Der Numerus Exploratorum Seiopensium (deutsch Numerus der Kundschafter in Seiopa) war eine römische Auxiliareinheit. Sie ist durch Inschriften belegt. In der Inschrift (CIL 11, 3104) wird die Einheit als Exploratio Seiopensium bezeichnet.

## Namensbestandteile
- Exploratorum: der Kundschafter oder Späher.

- Seiopensium: in Seiopa. Der Zusatz bezieht sich auf einen (unbekannten) Standort der Einheit namens Seiopa (oder Seiopum).

## Geschichte
Der Numerus war in der ersten Hälfte des 3. Jh. n. Chr. in der Provinz Germania superior stationiert. Er ist erstmals durch die Inschrift (CIL 13, 6605) nachgewiesen, die bei Miltenberg gefunden wurde und die auf 212 n. Chr. datiert ist.

## Standorte
Standorte des Numerus in Germania superior waren möglicherweise:
- Kastell Miltenberg-Ost: Die Inschriften (CIL 13, 6600, CIL 13, 6605) wurden bei Miltenberg gefunden.

## Angehörige des Numerus
Folgende Angehörige des Numerus sind bekannt:
| - [], ein Praepositus (CIL 11, 3104). Der Unbekannte war auch Praepositus des Numerus Brittonum Aurelianensium. - Sextilius P(…), ein Centurio der Legio XXII Primigenia (CIL 13, 07325). | - [Fel]ix, ein Centurio einer (unbekannten) Legion und Praepositus (CIL 13, 6605) - T(itus) Val(erius) Carat[i]nu[s], ein Centurio (CIL 13, 6600) |